# Henry Alleyne Nicholson
Henry Alleyne Nicholson (11.9.1844 – 4.1.1899) là nhà động vật học và cổ sinh vật học người Anh.

## Cuộc đời và Sự nghiệp
Ông sinh tại Penrith, Cumbria, Anh, ngày 11.9.1844, là con của. Dr. John Nicholson, một học giả kinh Thánh. Ông tốt nghiệp trung học ở trường Appleby Grammar School, sau đó vào học ở các trường Đại học Göttingen, đậu bằng tiến sĩ năm 1866, rồi Đại học Edinburgh, đậu bằng tiến sĩ khoa học năm 1867 và bằng tiến sĩ y khoa năm 1869).
Ông đã quan tâm tới Địa chất học từ sớm, và tác phẩm đầu tiên của ông được xuất bản năm 1868 là bản luận án tiến sĩ khoa học tên "On the Geology of Cumberland and Westmoreland".
Năm 1871 ông được bổ nhiệm làm giáo sư môn lịch sử tự nhiên ở Đại học Toronto; năm 1874 ông làm giáo sư sinh học ở Durham College of Science và năm 1875 làm giáo sư lịch sử tự nhiên ở Đại học St. Andrews. Ông giảng dạy ở đại học này tới năm 1882, rồi trở thành giáo sư chức Regius môn lịch sử tự nhiên ở Đại học Aberdeen.
Công trình nghiên cứu ban đầu của ông chủ yếu về loài động vật không xương sống hóa thạch (con bút đá, stromatoporoids và san hô); tuy nhiên ông nghiên cứu phần lớn tại hiện trường, đặc biệt ở vùng Lake District (tây bắc Anh), nơi ông làm việc với giáo sư Robert Harkness và sau đó với tiến sĩ John Edward Marr. 
Ông từ trần ở Aberdeen ngày 4.1.1899.

## Giải thưởng và Vinh dự
- Hội viên Hội hoàng gia Luân Đôn năm 1897
- Huy chương Lyell năm 1888.

## Một số tác phẩm
Trong suốt sự nghiệp của mình, ông đã xuất bản 167 bài khảo cứu khoa học (thường do mình ông viết) và 12 sách giáo khoa. Một phiên bản quyển The Ancient Life History of the Earth do nhà cổ sinh vật học lỗi lạc Stephen Jay Gould duyệt lại, đã được tái bản năm 1980.
- 1870: Manual of Zoology[1] (Blackwood, Édimbourg).
- 1872: (viết chung với Richard Lydekker (1849-1915), Manual of Palaeontology (ấn bản lần thứ ba, 1889).
- 1872: Text-book of zoology for schools and colleges[2] (D. Appleton, New York).
- 1872: Introduction to the study of biology[3] (W. Blackwood and sons, Édimbourg).
- 1877: The Ancient Life-History of the Earth[4] (D. Appleton and company, New York).
- 1878-1880: Monograph of the Silurian Fossils of the Girvan District in Ayrshire (with R. Etheridge, jun.).
- 1879: On the structure and affinities of the "Tabulate corals" of the Palaeozoic period, with critical descriptions of illustrative species[5] (William Blackwood, Edimburg, London).
- 1886: Natural history: its rise and progress in Britain as developed in the life and labours of leading naturalists[6] (W.A. Chambers, Edimburg, London).
- 1886-1892: Monograph of the British Stromatoporoids in Palaeontograph. Soc.
- 1889: Manual of palaeontology for the use of students with a general introduction on the principles of palaeontology[7]